# سيدني بارنز
سيدني بارنز (19 أبريل 1873 في المملكة المتحدة - 26 ديسمبر 1967) (بالإنجليزية: Sydney Barnes)‏ هو لاعب كريكت بريطاني وبريطاني (وحمل سابقاً جنسية المملكة المتحدة لبريطانيا العظمى وأيرلندا). شارك مع منتخب إنجلترا للكريكت وفريق ويلز الوطني للكريكيت ‏. أما مع النوادي، فقد لعب مع نادي مقاطعة لانكشر للكريكت ‏ ونادي وارويكشاير للكريكيت ‏ والمقاطعات الوطنية للكريكيت الإنجليزي والويلزي ‏.

## وصلات خارجية
- سيدني بارنز على موقع إي آس بي آن كريك إنفو (الإنجليزية)